# Eigen weg in Zweden

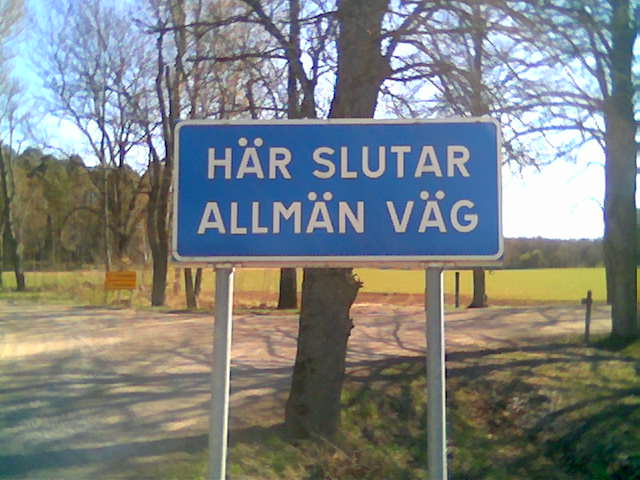
Einde van de openbare weg

De Eigen weg (Enskild väg) in Zweden is een aanvulling op het wegenbestand van dat land. In Zweden ligt er voor ongeveer 280.000 kilometer van dit soort wegen. Ze zijn voor iedereen toegankelijk, maar kunnen op "bevel" van de eigenaar afgesloten worden, bijvoorbeeld in geval van gevaar.
Naast de Riksväg (Rijksweg) en Länsväg bestaat er in Zweden de Enskild väg. Zij zijn te vergelijken met de Nederlandse Eigen weg. Deze wegen voeren vaak naar afgelegen kleine dorpen of gewoon woon- of landhuizen en staan soms niet aangegeven op kaarten. De wegen zijn vaak geconstrueerd van split of steenslag; een mengsel van zand, cement, stenen, olie en ander materiaal. De wegen worden wel onderhouden, maar staan duidelijk achter in de rij. De wegen voeren vaak door dicht beboste gebieden. Een onderhoudsprobleem voor de wegen wordt gevormd door de rotsige of juist moerassige ondergrond; daarbij komen met name in het noorden en het binnenland nog de enorme temperatuursverschillen (in de zomer 30 °C en in de winter –30 °C). 

## Problemen
Te verwachten problemen bij vervoer over een dergelijke weg zijn:
- gebrek aan bewegwijzering;
- tijdens regen blijft het water op de weg staan;
- kuilen en poelen ter plaatse van stukgevroren gedeelten;
- stenen door de ruit, als men te dicht op de voorganger rijdt;
- 's zomers een ondoorzichtelijke stof achter het voertuig;
- tegenliggers; de wegen zijn vaak smal.

## Specifiek verkeersbord
Op de wegen vindt men op diverse plaatsen een specifiek verkeersbord. Het is een witte letter M op een blauwe achtergrond. Het staat voor Mötesplats en hiermee wordt een plaats bedoeld waar men elkaar kan passeren.